# Войнов, Найден
Найден Войнов (болг. Найден Войнов; 30 июля 1895 или 17 июля 1895, Кула, Видинская область — 1 февраля 1982, Видин) — болгарский шахматист и шахматный функционер. Серебряный призёр чемпионата Болгарии 1935 года. В составе сборной Болгарии — участник неофициальной шахматной олимпиады.
В 1936 году сделал ничью с А. А. Алехиным в сеансе одновременной игры.
Секретарь Болгарского шахматного союза, предшественника Болгарской федерации шахмат, с момента основания (1931 год).
В память о шахматисте в Видине проводится Мемориал Н. Войнова.

## Спортивные результаты
| Год  | Город  | Соревнование                                                    | + | −  | = | Результат | Место |
| ---- | ------ | --------------------------------------------------------------- | - | -- | - | --------- | ----- |
| 1935 | Русе   | Чемпионат Болгарии                                              |   |    |   |           | 2     |
| 1936 | Мюнхен | Неофициальная шахматная олимпиада (сборная Болгарии, 5-я доска) | 3 | 15 | 1 | 3½ из 19  |       |